# Hugh Anderson
Hugh Robertson Anderson MBE, més conegut com a Hugh Anderson   (Huntly, 18 de gener de 1936) és un antic pilot de motociclisme neozelandès que va guanyar quatre Campionats del Món (dos de 50cc i dos més de 125cc) a mitjan dècada del 1960. A banda, va ser 19 vegades campió de Nova Zelanda i va guanyar dues edicions del Tourist Trophy.
Anderson ha rebut diverses distincions: el 1994 li fou atorgada la medalla de l'Orde de l'Imperi Britànic (MBE, Member of the Order of the British Empire) pels seus serveis en el terreny esportiu, el 1995 fou inclòs al New Zealand Sports Hall of Fame i el 2022 va ser nomenat MotoGP Legend.

## Carrera esportiva
Criat a Huntly (Waikato), prop de Hamilton, Anderson va jugar a rugbi amb l'equip Huntly United, on tenia per company Ginger Molloy, un altre destacat pilot de motociclisme durant la dècada de 1960.
Quan va començar a dedicar-se al motociclisme, Anderson va rebre suport de l'importador de Suzuki a Nova Zelanda, Rod Coleman, qui havia competit de jove als Grans Premis i havia arribat a guanyar el Junior TT a l'illa de Man el 1954. A la temporada de 1961, Anderson va entrar a l'equip oficial de Suzuki, on va pilotar les motos de fàbrica de 50, 125 i, ocasionalment, 250cc. Durant la seva estada a l'equip, Anderson va ser doble Campió del Món (tant de 50cc com de 125cc) el 1963 i va revalidar el títol de 50cc l'any següent. El 1965 va tornar a guanyar el títol de 125cc. La seva darrera cursa amb Suzuki fou el Gran Premi del Japó de 1966, a l'octubre d'aquell any.

## Resultats al Mundial de motociclisme
Barem de puntuació de 1950 a 1968:
| Posició | 1 | 2 | 3 | 4 | 5 | 6 |
| Punts   | 8 | 6 | 4 | 3 | 2 | 1 |

(Ids. Grans Premis | Llegenda) (Curses en negreta indiquen pole; curses en  itàlica indiquen volta ràpida)
| Any  | Categoria | Equip     | 1     | 2      | 3      | 4      | 5     | 6      | 7      | 8     | 9      | 10    | 11     | 12    | 13    | Punts | Posició | Victòries |
| ---- | --------- | --------- | ----- | ------ | ------ | ------ | ----- | ------ | ------ | ----- | ------ | ----- | ------ | ----- | ----- | ----- | ------- | --------- |
| 1960 | 350cc     | AJS       | FRA - | IOM NC | DTT -  |        |       | ULS 3  | NAT 6  |       |        |       |        |       |       | 5     | 7è      | 0         |
| 1960 | 500cc     | Norton    | FRA 7 | IOM NC | DTT -  | BEL -  | GER - | ULS -  | NAT -  |       |        |       |        |       |       | 0     | -       | 0         |
| 1961 | 250cc     | Suzuki    | ESP - | GER -  | FRA -  | IOM 10 | DTT - | BEL -  | DDR -  | ULS - | NAT -  | SWE - | ARG -  |       |       | 0     | -       | 0         |
| 1961 | 350cc     | Norton    |       | GER -  |        | IOM 7  | DTT - |        | DDR -  | ULS - | NAT NC | SWE - |        |       |       | 0     | -       | 0         |
| 1961 | 500cc     | Norton    |       | GER -  | FRA -  | IOM NC | DTT - | BEL -  | DDR -  | ULS - | NAT -  | SWE - | ARG -  |       |       | 0     | -       | 0         |
| 1962 | 50cc      | Suzuki    | ESP - | FRA -  | IOM -  | DTT -  | BEL - | GER -  |        | DDR 3 | NAT 4  | FIN 6 | ARG 1  |       |       | 16    | 7è      | 1         |
| 1962 | 125cc     | Suzuki    | ESP - | FRA -  | IOM NC | DTT -  | BEL - | GER NC | ULS NC | DDR - | NAT -  | FIN - | ARG NC |       |       | 0     | -       | 0         |
| 1962 | 350cc     | AJS       |       |        | IOM -  | DTT 6  |       |        | ULS -  | DDR - | NAT -  | FIN - |        |       |       | 1     | 14è     | 0         |
| 1962 | 500cc     | Matchless |       |        | IOM NC | DTT -  | BEL - |        | ULS -  | DDR - | NAT -  | FIN - | ARG -  |       |       | 0     | -       | 0         |
| 1963 | 50cc      | Suzuki    | ESP 2 | GER 1  | FRA -  | IOM 2  | DTT 2 | BEL 4  |        |       | FIN 3  |       | ARG 1  | JPN 2 |       | 34    | 1r      | 2         |
| 1963 | 125cc     | Suzuki    | ESP - | GER 2  | FRA 1  | IOM 1  | DTT 1 | BEL 2  | ULS 1  | DDR 1 | FIN 1  | NAT - | ARG -  | JPN 5 |       | 54    | 1r      | 6         |
| 1964 | 50cc      | Suzuki    | USA 1 | ESP 2  | FRA 1  | IOM 1  | DTT - | BEL 3  | GER -  |       |        | FIN 1 |        | JPN - |       | 38    | 1r      | 4         |
| 1964 | 125cc     | Suzuki    | USA 1 | ESP 5  | FRA -  | IOM NC | DTT 5 |        | GER -  | DDR 1 | ULS 1  | FIN - | NAT 2  | JPN - |       | 34    | 3r      | 3         |
| 1964 | 250cc     | Suzuki    | USA - | ESP NC | FRA -  | IOM -  | DTT - | BEL -  | GER -  | DDR - | ULS -  |       | NAT -  | JPN - |       | 0     | -       | 0         |
| 1965 | 50cc      | Suzuki    | USA 2 | GER 3  | ESP 1  | FRA 6  | IOM 2 | DTT 2  | BEL 2  |       |        |       |        |       | JPN - | 32    | 3r      | 1         |
| 1965 | 125cc     | Suzuki    | USA 1 | GER 1  | ESP 1  | FRA 1  | IOM 5 | DTT 3  |        | DDR - | CSR -  | ULS - | FIN 1  | NAT 1 | JPN 1 | 56    | 1r      | 7         |
| 1966 | 50cc      | Suzuki    | ESP 4 | GER 3  | DTT 3  |        |       |        |        | IOM 3 | NAT 4  | JPN 3 |        |       |       | 16    | 4t      | 0         |
| 1966 | 125cc     | Suzuki    | ESP - | GER -  | DTT 4  | DDR -  | CSR 4 | FIN 4  | ULS 5  | IOM 3 | NAT -  | JPN - |        |       |       | 15    | 5è      | 0         |